# Buncărul (film din 1981)
The Bunker (Buncărul) este un film american istoric de război, de televiziune, din 1981, produs de Time-Life Productions. Este bazat pe cartea omonimă din 1975 a lui James P. O'Donnell.
Filmul, regizat de George Schaefer și scris de John Gay, este o dramatizare care descrie evenimentele din ultimele săptămâni ale lui Adolf Hitler în și în jurul buncărului său subteran din Berlin, înainte și în timpul bătăliei pentru Berlin. Filmul îl are în distribuție pe Anthony Hopkins în rolul lui Hitler, cu Richard Jordan⁠(d), Susan Blakely și Cliff Gorman⁠(d) în alte roluri.
La cea de-a 33-a ediție a premiilor Emmy din 1981, Anthony Hopkins a câștigat premiul Emmy pentru cel mai bun actor într-o miniserie sau un film, învingând doi actori din miniseria Shogun (Richard Chamberlain și Toshirō Mifune) și doi actori din miniseria Masada (Peter O'Toole și Peter Strauss).

## Rezumat
Filmul începe în iulie 1945, cu corespondentul american James O'Donnell (James Naughton⁠(d)) care caută intrarea în Führerbunker acum întunecat și inundat, mituind o santinelă sovietică cu un pachet de țigări. Filmul spune apoi povestea ocupanților buncărului între ianuarie și mai 1945, ca un flashback extins. Sunt prezentate o serie de evenimente istorice și reacțiile locuitorilor buncărului, inclusiv încercuirea Berlinului, ultima întâlnire a lui Hitler cu ministrul Albert Speer și încercările lui Speer de a sabota politica lui Hitler de a pârjoli toate localitățile și fermele germane, planul eșuat al lui Speer de a-l ucide pe Hitler în buncăr, demiterea lui Heinz Guderian, concedierea de către Hitler a lui Heinrich Himmler și Hermann Goering, eșecul forțelor germane de a ridica asediul Berlinului, uciderea copiilor lui Goebbel, nunta lui Hitler cu Eva Braun și sinuciderile lui Hitler, Braun și Goebbel.

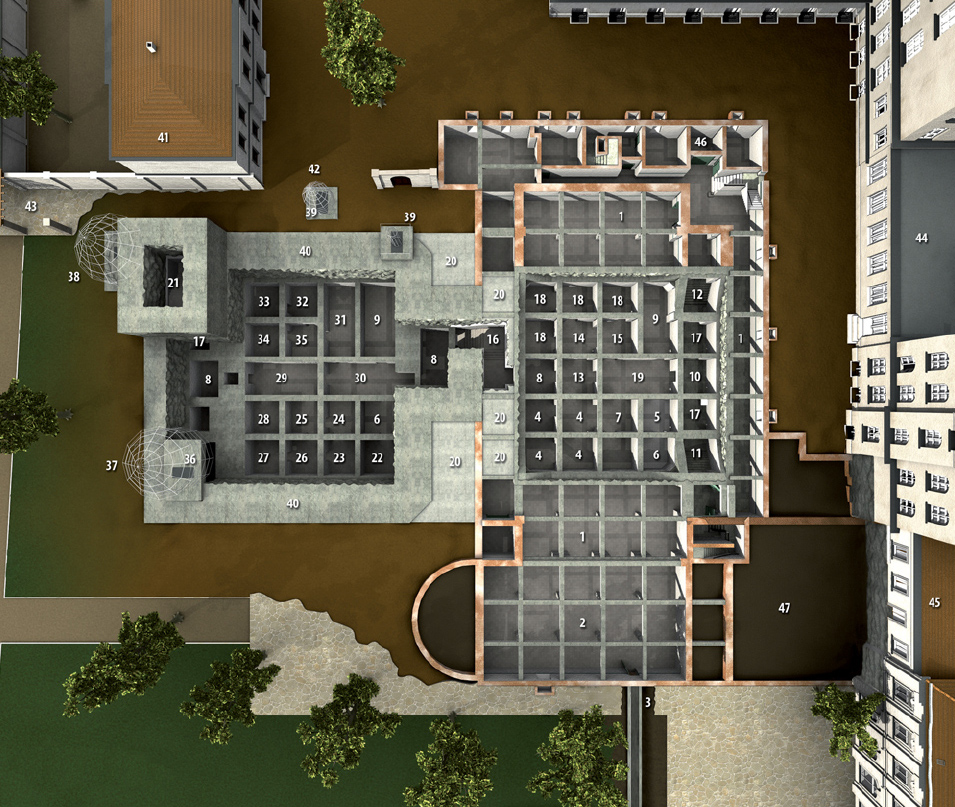
Planul fostului Buncăr al Führerului

Filmul se termină cu un grup de supraviețuitori care părăsește complexul de buncăre al Cancelariei Reichului. Scena finală îl înfățișează pe mecanicul buncărului și pe ultimul ocupant al buncărului, Hentschel, ascultând un anunț radio cum că Hitler ar fi murit luptând în apărarea capitalei. Hentschel aruncă cu dezgust cu mai multe hârtii în aparatul de radio și scena se dizolvă într-o serie de imagini statice cu o voce care explică soarta supraviețuitorilor rămași. Ultima imagine statică este cu Hitler care ține un discurs în timpul ascensiunii sale la putere, cu vocea off a lui O'Donnel:
Thomas Hardy a fost cel care a spus: „în timp ce multe sunt prea ciudate pentru a fi crezute, nimic nu este prea ciudat ca să se fi întâmplat”.
În final, Hitler ține un discurs politic. Scena se dizolvă în imaginea statică finală a buncărului ruinat, pe măsură ce apare genericul de final.

## Producție
Interpretările actorilor asupra evenimentelor diferă în funcție de relatările tradiționale. De exemplu, în timpul întâlnirii finale dintre Hitler și Albert Speer, Hopkins adoptă un ton și gesturi sarcastice (inclusiv aplauze simulate) care sugerează că Hitler era deja conștient de trădarea lui Speer, cu toate că folosește cuvintele exacte relatate de martori. Aceasta a devenit o scenă destul de controversată din cauza asemănării cu presupunerea legendară că trădarea de către Iuda a lui Isus Hristos a fost intenționată. Aceste acuzații au fost în mod constant respinse, la fel ca și zvonirile despre o poveste de dragoste pe platourile de filmare dintre Piper Laurie⁠(d) (Magda Goebbels) și Cliff Gorman⁠(d) (Joseph Goebbels).
Filmul schimbă deseori punctul de vedere al personajului, iar personaje (abia) schițate anterior își spun adesea povestea. Dr. Werner Haase⁠(d) este folosit în acest mod, chiar dacă nu a fost niciodată intervievat (a decedat în 1950). La fel, două scene sunt scrise din punctul de vedere al bucătăresei lui Hitler, Constanze Manziarly⁠(d), iar într-o scenă, Manziarly are un flashback, amintindu-și zilele mai fericite. Cu toate acestea, Manziarly a dispărut în timp ce evada din buncăr, așa că nici O'Donnell, nici o altă persoană nu a putut să o intervieveze sau să afle punctul ei de vedere.
Sfârșitul este, de asemenea, influențat de cartea lui O'Donnell și de concentrarea sa asupra buncărului în sine, terminându-se exact în momentul în care personajele principale supraviețuitoare părăsesc buncărul.

## Distribuție
- Anthony Hopkins – Adolf Hitler
- Richard Jordan⁠(d) – Albert Speer
- Cliff Gorman⁠(d) – Joseph Goebbels
- James Naughton⁠(d) – James P. O'Donnell
- Michel Lonsdale – Martin Bormann
- Piper Laurie⁠(d) – Magda Goebbels
- Susan Blakely – Eva Braun
- Martin Jarvis⁠(d) – Johannes Hentschel⁠(d)
- Michael Kitchen⁠(d) – Rochus Misch⁠(d)
- Robert Austin – Walter Wagner⁠(d)
- Andrew Ray⁠(d) – Otto Günsche
- Yves Brainville⁠(d) – Heinz Guderian
- Michael Culver⁠(d) – Wilhelm Mohnke⁠(d)
- Julian Fellowes⁠(d) – Nicolaus von Below⁠(d)
- Frank Gatliff⁠(d) – Ernst-Günther Schenck⁠(d)
- David Swift⁠(d) – Johann Rattenhuber⁠(d)
- Terrence Hardiman⁠(d) – Hermann Fegelein⁠(d)
- Edward Hardwicke – Dieter Stahl
- Karl Held⁠(d) – Hans Baur⁠(d)
- David King – Hermann Göring
- Sarah Marshall⁠(d) – Traudl Junge⁠(d)
- John Paul⁠(d) – Wilhelm Keitel
- Morris Perry⁠(d) – Werner Haase⁠(d)
- Pam St. Clement⁠(d) – Constanze Manziarly⁠(d)
- John Sharp⁠(d) – Theodor Morell
- Michael Sheard⁠(d) – Heinrich Himmler
- Tony Steedman⁠(d) – Alfred Jodl
- Peggy Frankston – Margarete Speer

Într-o scenă scurtă de la începutul filmului, tânărul O'Donnell este interpretat de actorul James Naughton⁠(d). O'Donnell însuși a servit ca narator la începutul și sfârșitul filmului.
Anthony Hopkins a câștigat un Emmy pentru interpretarea lui Adolf Hitler.
Actorii Michael Sheard (Himmler) și Tony Steedman (Jodl) au reinterpretat rolurile lor din filmul de televiziune ITV (britanic) din 1973 The Death of Adolf Hitler.